# Sweetnighter
Sweetnighter is een muziekalbum dat in 1973 werd uitgebracht door de jazzrock-formatie Weather Report.

## Nummers
1. Boogie Woogie Waltz (Zawinul) – 13:06
2. Manolete (Traditional) – 5:58
3. Adios (Madriguera, Woods) – 3:02
4. 125th Street Congress (Zawinul) – 12:16
5. Will (Vitous) – 6:22
6. Non-Stop Home (Shorter) – 3:53

## Musici
- Josef Zawinul - Elektrische en akoestische piano, synthesizer
- Wayne Shorter - Saxofoons
- Miroslav Vitous - Bas
- Eric Gravatt - Drums (tracks 2, 4 en 6)
- Dom Um Romão - Percussie

Bandleden: Joe Zawinul · Wayne Shorter · Jaco Pastorius · Peter Erskine

Miroslav Vitouš · Eric Gravatt · Alphonse Mouzon · Airto Moreira · Alex Acuña · Manolo Badrena · Dom Um Romão · Alphonso Johnson · Victor Bailey · Omar Hakim · José Rossy
Discografie: Weather Report (1971) · I Sing the Body Electric · Live in Tokyo · Sweetnighter · Mysterious Traveller · Tale Spinnin' · Black Market · Heavy Weather · Mr. Gone · 8:30 · Night Passage · Weather Report (1982) · Procession · Domino Theory · Sportin' Life · This Is This